# Science-Fiction-Jahr 1814
Übersicht

1810 | 1811 | 1812 | 1813 | Science-Fiction-Jahr 1814 | 1815 | 1816 | 1817 | 1818 | ► | ►►

Weitere Ereignisse

## Neuerscheinungen Literatur
| Deutscher Titel                                                                     | Deutschsprachiges Erscheinungsjahr | Originaltitel | Autor               | Anmerkungen  |
| ----------------------------------------------------------------------------------- | ---------------------------------- | ------------- | ------------------- | ------------ |
| Die Automate                                                                        | –                                  | –             | E. T. A. Hoffmann   |              |
| Die hundertjährigen Eichen oder Das Jahr 1914. Ein Vorspiel mit Gesängen und Tänzen | –                                  | –             | August von Kotzebue | Theaterstück |

## Gestorben
- Johann Friedrich Ernst Albrecht (* 1752)